# Timpuri Noi (metrostation)
Timpuri Noi is een metrostation in Boekarest, dat bediend wordt door de metrolijnen M1 en M3. Het station werd geopend op 16 november 1979. Station Timpuri Noi ligt in de gelijknamige wijk. Er bestaat ook een Roemeense alternatieve muziekband met deze naam, die of van de wijk, of van het station is afgeleid. De dichtstbijzijnde stations zijn Piața Unirii en Mihai Bravu.
Van Dristor 2 tot Pantelimon:
Dristor 2 · Piața Muncii · Iancului · Obor · Ştefan cel Mare · Piața Victoriei · Gara de Nord 1 · Basarab · Crângaşi · Semănătoarea · Grozăveşti · Eroilor · Izvor · Piaţa Unirii · Timpuri Noi · Mihai Bravu · Dristor 1 · Nicolae Grigorescu · Titan · Costin Georgian · Republica · Pantelimon